# Swinger
Swinger er en dansk komediefilm fra 2016, instrueret af Mikkel Munch-Fals

## Medvirkende
- Martin Buch som Adam
- Mille Dinesen som Iris - Adams kone
- Rasmus Botoft som Jørgen
- Birthe Neumann som Henriette
- Lisbeth Wulff som Bolette - Ulykkelig gift kvinde
- Natalie Madueño som Patricia
- Therese Damsgaard Manley (de) som Ingeborg - Jørgens kone
- Lærke Winther Andersen som Ninette
- Maibritt Saerens som Læge
- Uffe Rørbæk Madsen som Fiskedelle-John
- Sara Hjort Ditlevsen
- Troels Malling som Fjernvarmekunde
- Gustav Hintze som Christoffer
- Dan Zahle som Jan
- Morten Hebsgaard som Finn
- Karl-Erik Falkentorp som Karl-Gustav
- Pil Egholm som Lone
- Rasmus Olsen III som Stamkunden
- Emil Birk Hartmann som Patrick
- Emily Kaplan som Tjener
- Caroline Erritzøe som Marie
- George Katt som Amerikansk far
- Liam Campora som Amerikansk søn